# 룩아웃 (영화)
《룩아웃》(영어: The Lookout)은 2007년 개봉한 미국의 범죄 영화이다.

## 출연
- 조지프 고든레빗 - 크리스 프랫 역
- 제프 대니얼스 - 루이스 역
- 매슈 구드 - 게리 스파고 역
- 브루스 맥길 - 로버트 프랫 역
- 아일라 피셔 - "러블리" 레먼스 역
- 칼라 구지노 - 재닛 역
- 앨버타 왓슨 - 바버라 프랫 역
- 앨릭스 보스틴
- 서지오 디지오
- 로라 밴더보트
- 모건 켈리